# Guarda Nacional Republicana

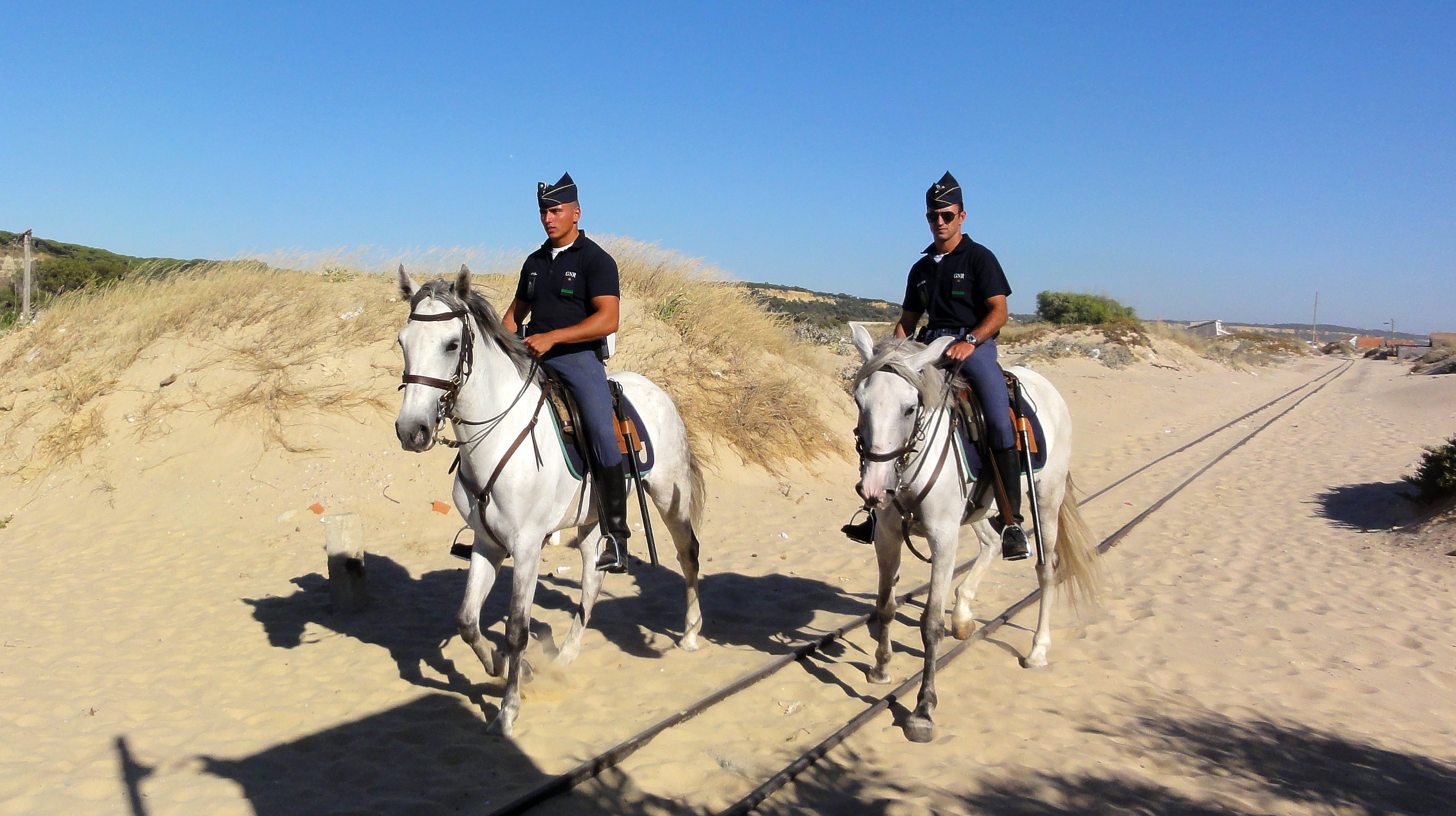
Ridande GNR-poliser på Lusitano-hästar vid Costa de Caparica söder om Lissabon.

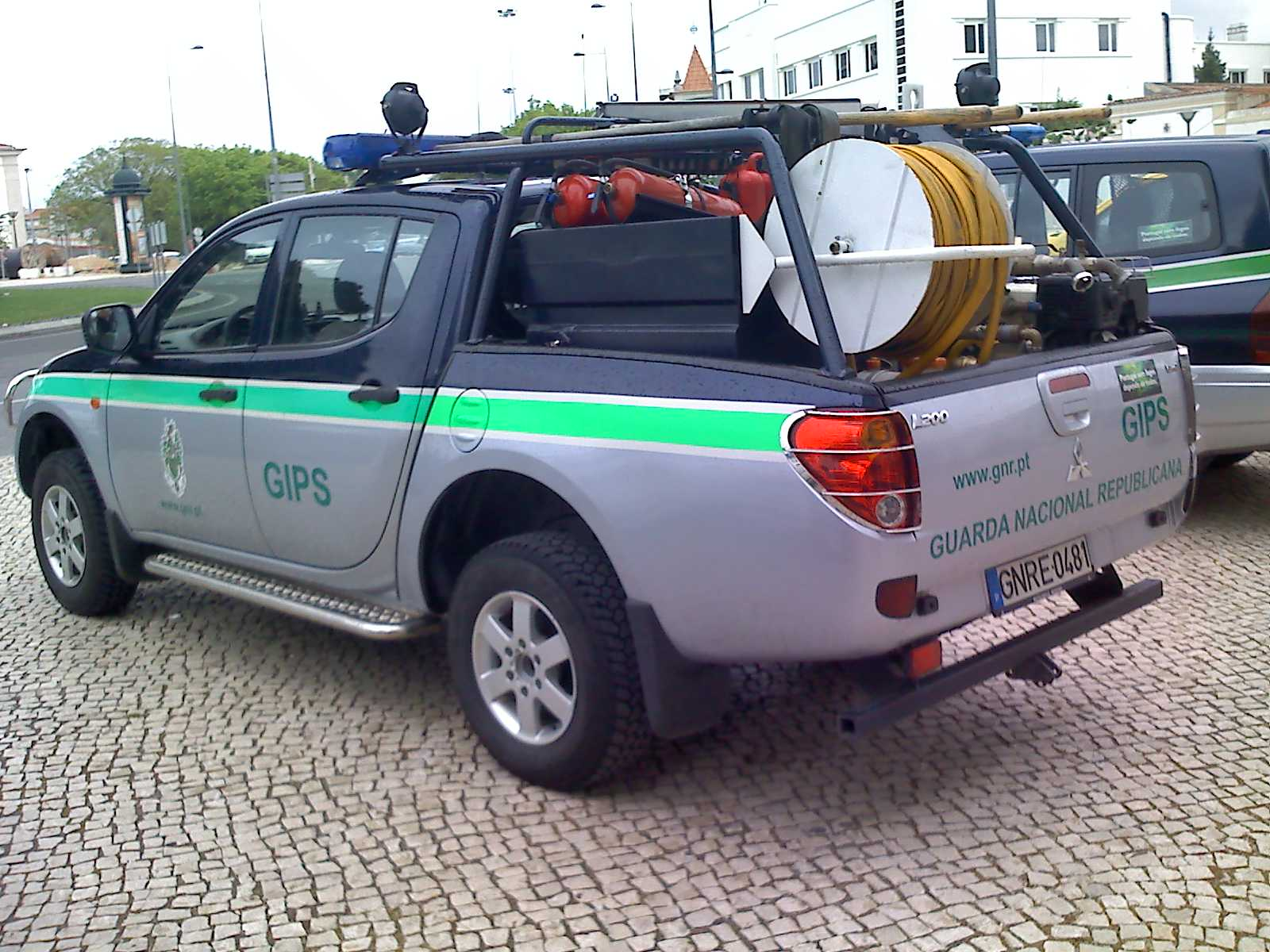
En GNR skogspatrulleringsbil

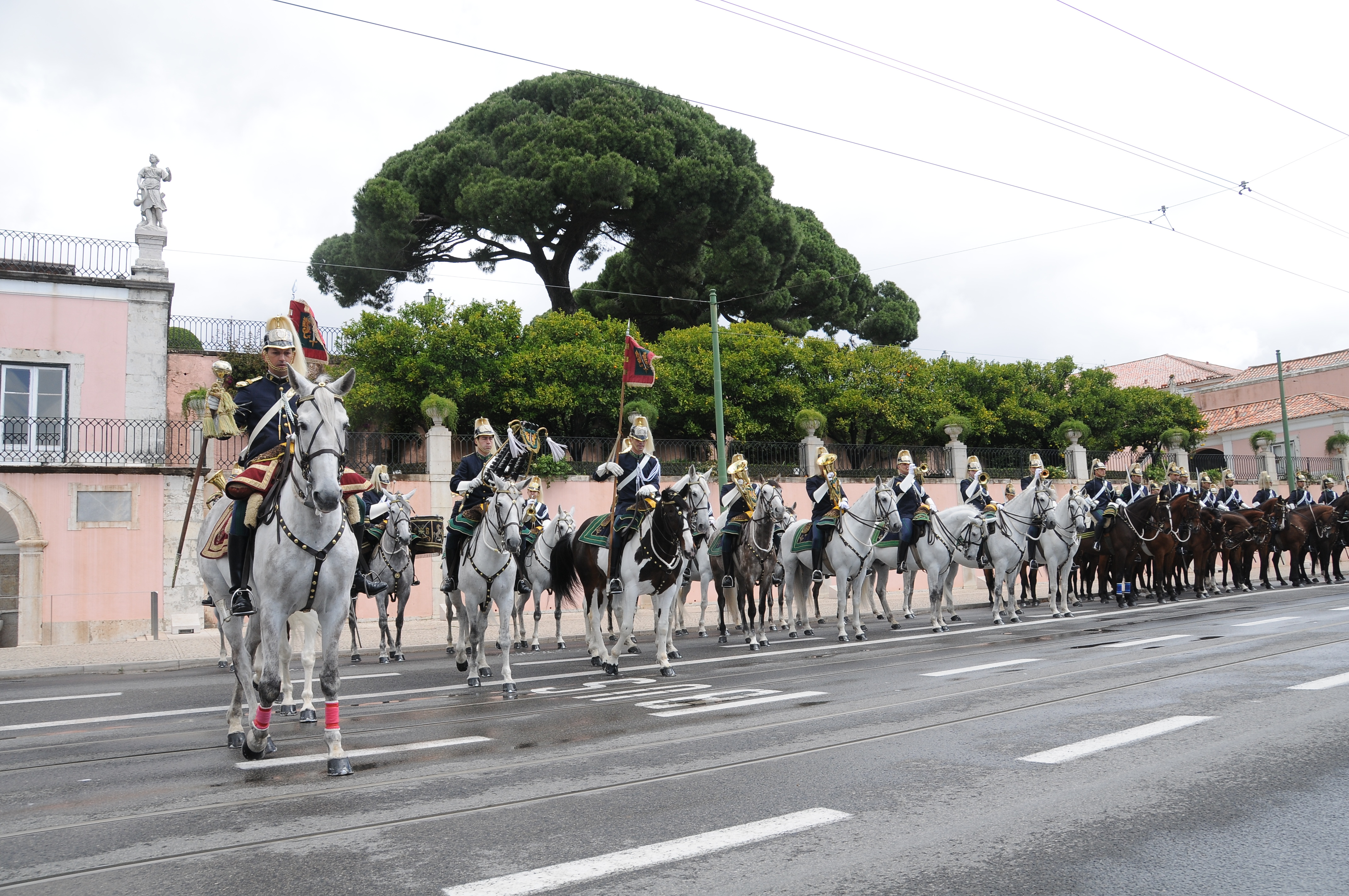
Högvakten vid Palácio de Belém - presidentens residens i Lissabon.

Guarda Nacional Republicana eller GNR (portugisiska för Nationella Republikanska Gardet) är en portugisisk polisstyrka som är militärt organiserad.
Som polisstyrka har GNR ansvar för att upprätthålla ordningen och skydda den offentliga och privata egendomen i hela Portugal, särskilt i mer lantliga områden på det portugisiska fastlandet. När det gäller polisiära uppdrag sorterar GNR under inrikesdepartementet och när det gäller rent militära uppdrag sorterar GNR under försvarsdepartementet. 
GNR står också för högvakten vid Palácio de Belém (presidentens officiella residens), Palácio de São Bento (Republikens församlings säte), samt Palácio das Necessidades (utrikesdepartementets säte).

## Bestyckning
- FN Browning HP (9x19mm Parabellum) since 1935;
- Beretta PX4 Storm (9x19mm Parabellum);
- Glock 17 (9x19mm Parabellum);
- Glock 19 (9x19mm Parabellum); (Standard pistol)
- HK P9S (9x19mm Parabellum);
- HK VP70M (9x19mm Parabellum);
- HK USP Compact (9x19mm Parabellum);
- HK P30 (9x19mm Parabellum);
- SIG GSR (.45ACP)
- SIG P220 (9x19mm Parabellum);
- SIG P226 (9x19mm Parabellum);
- SIG SP2022 (9x19mm Parabellum);
- Walther P99 (9x19mm Parabellum);
- Walther P38 (9x19mm Parabellum);
- Walther P5 (9x19mm Parabellum);
- Walther PP (7.65x17mm (.32ACP)); (replaced by Glock 19)
- Mossberg 500; (12 gauge);
- Winchester 1200 (12 gauge);
- Fabarm SDASS Tactical (12 gauge);
- Benelli M3 (12 gauge);
- Benelli M4 (12 gauge);
- FAMAE SAF (9x19mm Parabellum);
- HK MP5 (9x19mm Parabellum);
- HK G36 (5.56x45 NATO);
- HK G3 (7.62mm NATO).
- HK MSG90 (7.62mm NATO).
- Accuracy International AW50 (.50BMG)